# Avenue George-V
L’avenue George-V est une avenue parisienne du 8e arrondissement et plus précisément du quartier des Champs-Élysées (29e quartier de Paris) longue de 730 mètres et large de 40 mètres. 

## Situation et accès
Elle part de la place de l'Alma pour se terminer au 99, avenue des Champs-Élysées, et marque la limite ouest du « triangle d'or ».
L’avenue George-V compte parmi les adresses les plus prestigieuses de Paris. On y trouve en effet des boutiques de luxe, mais également des palaces, des restaurants et des boîtes de nuit. Les plus célèbres d'entre eux sont l'hôtel George-V, fameux palace de la capitale au style Art déco, et le Crazy Horse Saloon, l'un des plus célèbres cabarets parisiens. L'avenue héberge également deux ambassades : celle de Chine et celle d'Espagne.
Ce site est desservi, à son extrémité nord, par la ligne 1 à la station George V et, à son extrémité sud, par la ligne 9 à la station Alma - Marceau.

## Origine du nom

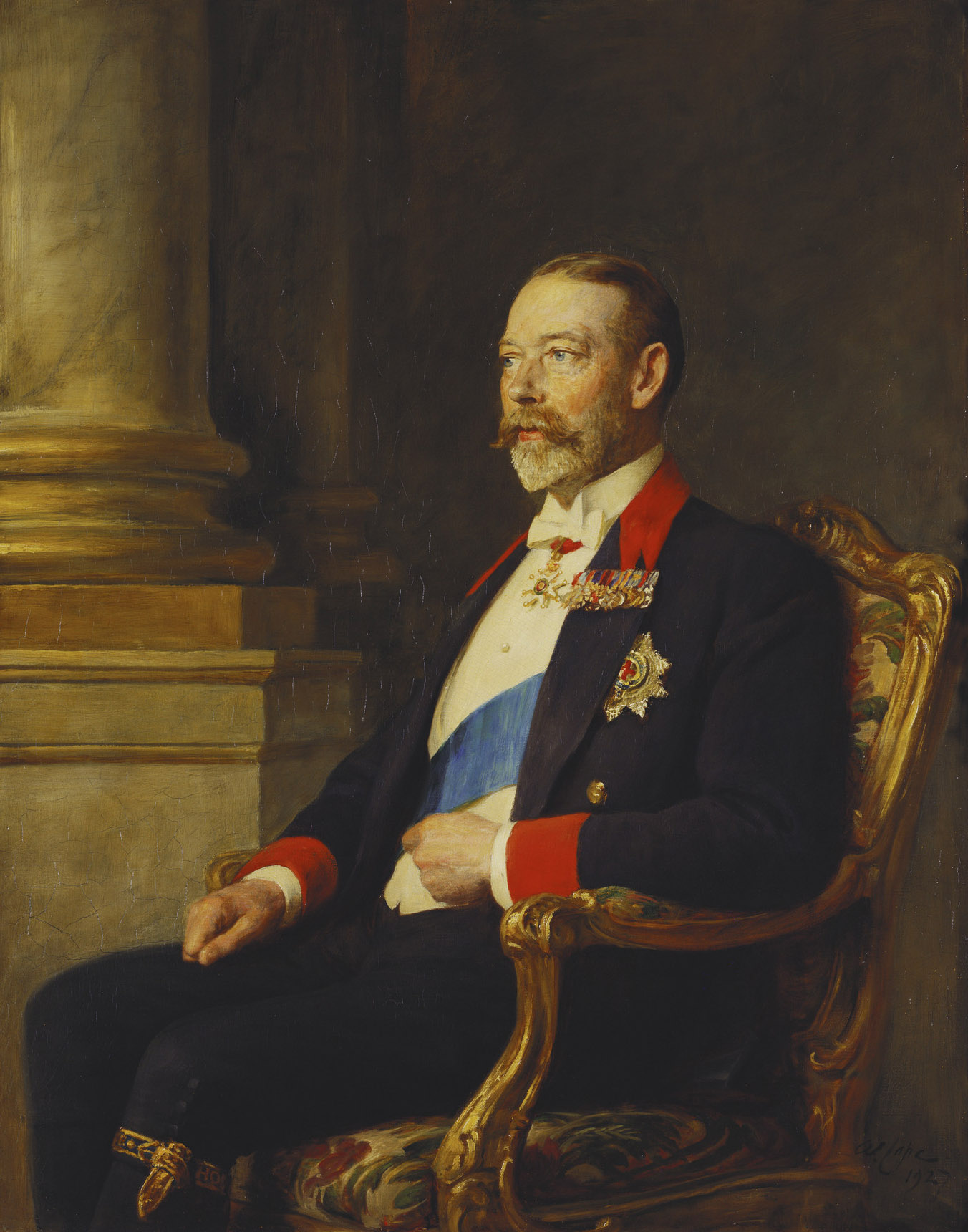
Le roi George V.

Cette voie rend hommage au roi du Royaume-Uni George V.

## Historique

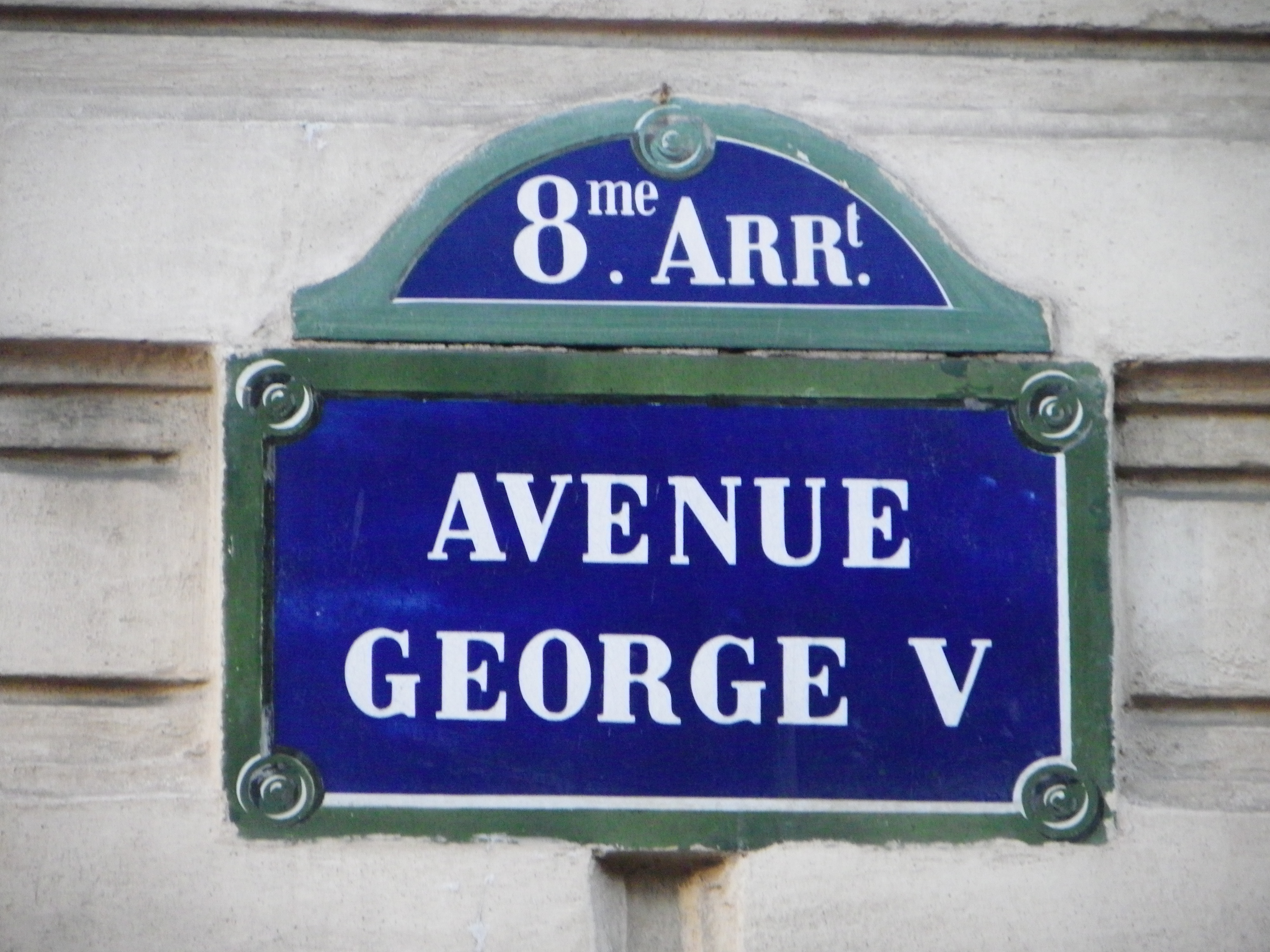
Plaque de l'avenue George-V à Paris.

Anciennement « avenue de l'Alma », elle a pris sa dénomination actuelle le 14 juillet 1918.
À l'angle de cette avenue et de l'avenue du Président-Wilson (alors partie de l’avenue du Trocadéro) se trouvait, entre 1877 et 1893, l'Hippodrome.
André Becq de Fouquières observe en 1953 : « Les hôtels et les immeubles sont naturellement convertis pour la plupart au négoce et je crois bien que seul — au 42 — le nom du baron Bro de Comères y figure depuis cinquante ans. »

## Bâtiments remarquables et lieux de mémoire

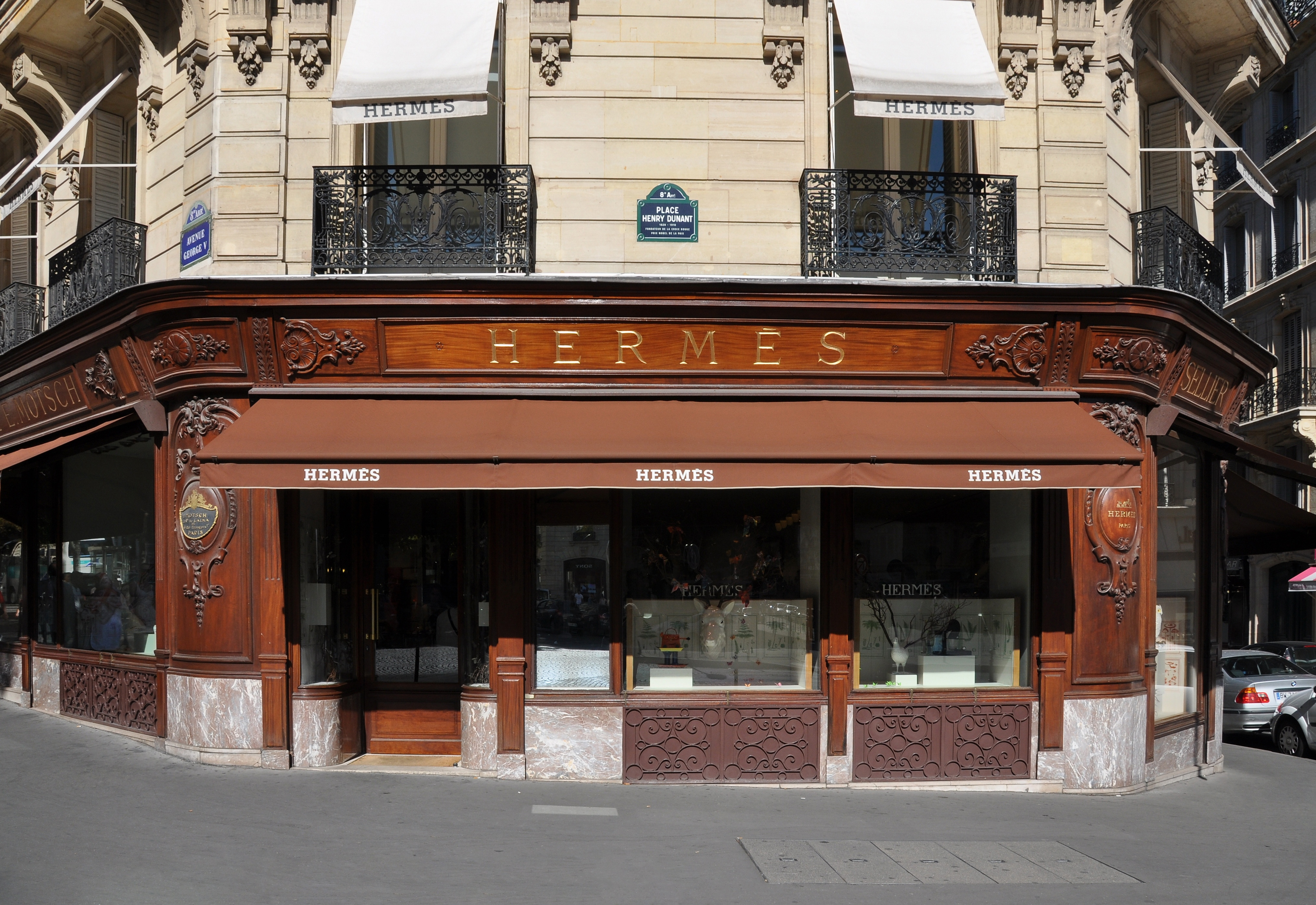
Magasin Hermès situé sur l'avenue George-V.

- No 3 : hôtel de Caraman. Habité[3] par Maurice de Riquet de Caraman (1845-1931), comte puis duc de Caraman (1868), conseiller général de Seine-et-Oise, marié à Marie Arrighi de Casanova de Padoue (1849-1929)[4], propriétaire du château de Courson. Le couturier Hubert de Givenchy y installa le siège de sa maison en 1961.
- No 9 : hôtel de Ganay. Construit en 1896-1898 par l'architecte Ernest Sanson pour le marquis Jean de Ganay et la marquise née Berthe de Béhague. « La marquise de Ganay, née de Béhague, grande dame d'une grande bonté, et qui montrait un goût infini — il arrivait que les officiels des Beaux-Arts eux-mêmes sollicitassent son avis pour telle acquisition qui devait enrichir l'un de nos musées — avait un hôtel où se pouvait voir un rare ensemble du XVIIIe siècle. Son salon fut un des plus selects de Paris et se signalait par le fait qu'on y rencontrait, entre autres personnalités, toute l'aristocratie du sport, M. de Ganay — qui possédait une écurie de courses — étant un fervent des jeux de plein air. Aujourd'hui (en 1953), cet hôtel n'est plus, où la charité, les arts et le sport vivaient en parfaite harmonie. On y travaille à de savantes formules chimiques pour la fabrication de couleurs industrielles qui sont bien loin des délicats pastels qui ornaient les murs de l'hôtel de Ganay »[5].
Aujourd'hui Assemblée permanente des chambres d'agriculture. Remarquable décor intérieur.
- No 10 : siège de la maison de couture Balenciaga de 1937 à 1968.

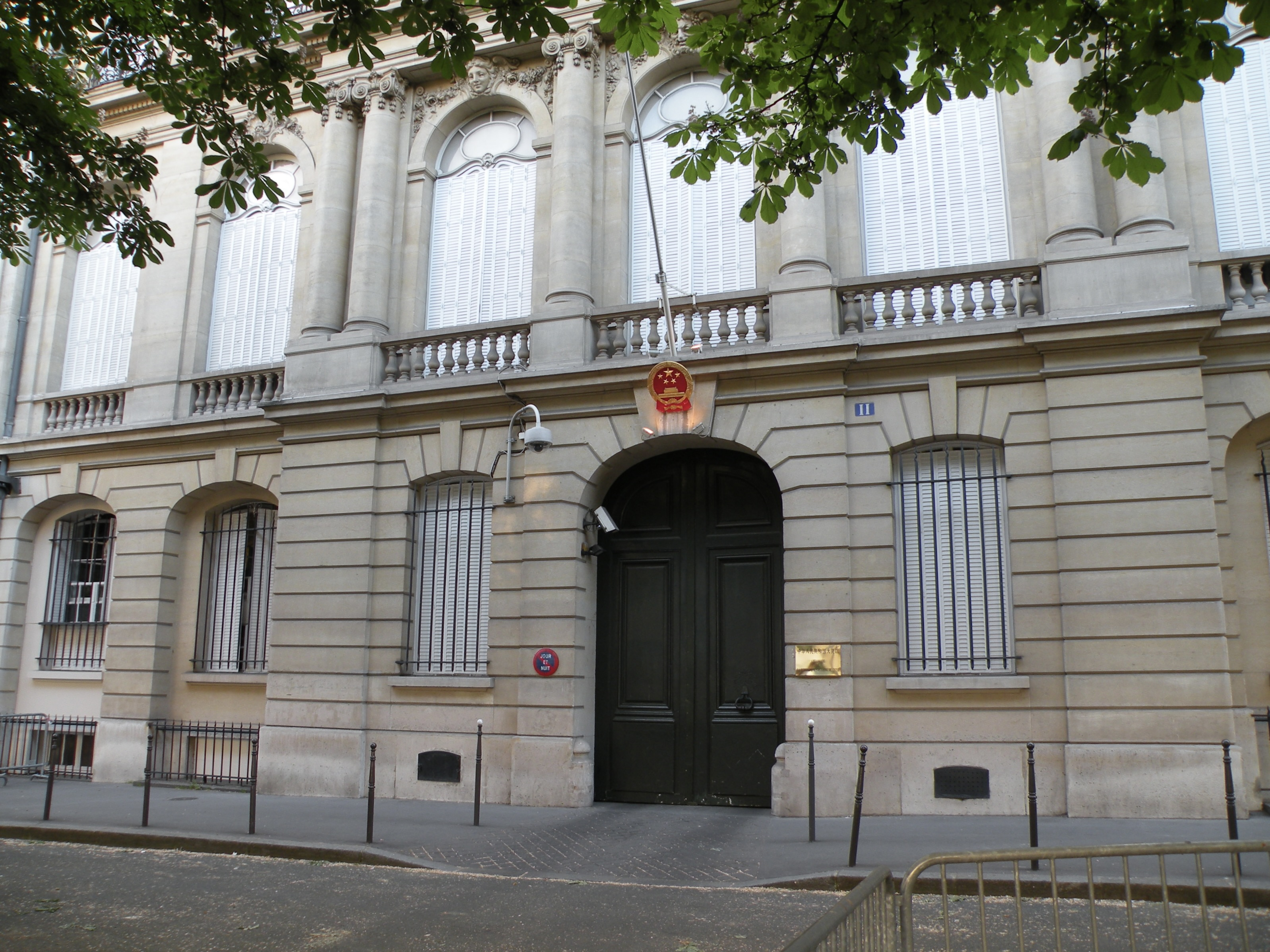
Ancienne ambassade de Chine en France, au no 11.

- No 11 : hôtel de Rouvre (dit aussi Lebaudy). Hôtel particulier construit sur les plans de l'architecte Alfred Coulomb pour l'industriel et homme politique Gustave Lebaudy (1827-1889), passé ensuite à sa fille Geneviève (1860-1936) et à son gendre Charles Bourlon de Rouvre (1850-1924)[6]. Ambassade de Chine jusqu'en 2017 ; le bâtiment accueille ensuite ses services consulaires.
- No 12 : ancienne maison de Mainbocher[7], suivant le décès de l'architecte Lucien Hesse. Le cabaret Crazy Horse s'y trouve.

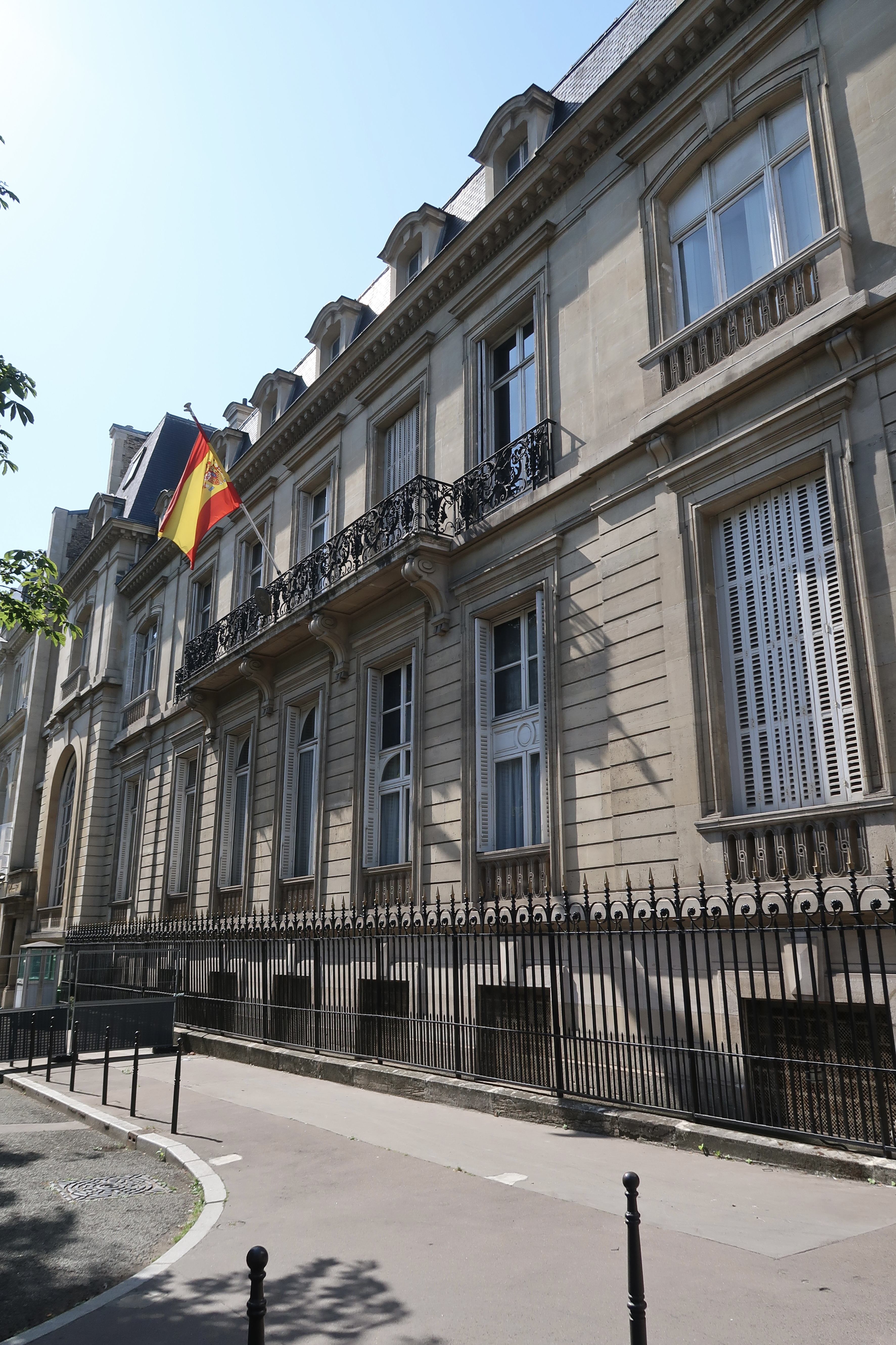
No 15.

- No 15 : hôtel de Wagram. Hôtel particulier construit sur un vaste terrain à bâtir situé entre les avenues de l'Alma et Joséphine (actuelle avenue Marceau), correspondant à un emplacement partiellement traversé par l'ancien aqueduc de Paris. La construction d'un nouvel hippodrome sur ce terrain et les parcelles contiguës avait été envisagée par la Société de l'Hippodrome de Paris avant d'être abandonnée.
  - La Société Thome et Cie, concessionnaire de la Ville de Paris pour le percement des avenues de l'Alma et Joséphine, vendit le terrain le 29 juillet 1865 à Lucie Caroline Dassier (†1876), épouse de Nathaniel Johnston, riche négociant bordelais. Celle-ci fit construire en 1869 par l'architecte Delestrade un hôtel selon les règles du cahier des charges de la concession[8]. L'édifice comporte deux étages surmontés d'un toit mansardé couvert d'ardoises. Il comporte en façade une série de grandes fenêtres identiques à l'exception d'une grande baie ouverte dans la partie gauche qui forme un pavillon distinct du corps de logis principal. La façade sur jardin donne sur une terrasse et comporte un plus grand développement que la façade sur rue. Sa décoration reprend des motifs inspirés du style de la Renaissance française.
  - Nathaniel Johnston (1836-1914), fut député de la Gironde de 1869 à 1876 en plus de diriger la maison de vins familiale qui possédait les domaines bordelais de Ducru-Beaucaillou (Saint-Julien) et Dauzac-Labarde (Margaux). Le 4 septembre 1870, au lendemain de la bataille de Sedan, il réunit dans son hôtel un groupe de parlementaires opposés à la création d'un gouvernement de la Défense nationale. Après avoir été battu aux élections législatives en 1876, année au cours de laquelle il perdit également sa femme, il se consacra à ses propriétés viticoles en Gironde et cessa d'habiter sa demeure parisienne tout en restant propriétaire de celle-ci.
  - Le 13 juin 1891, l'hôtel fut acquis par Berthe de Rothschild (1862-1903), princesse de Wagram par son mariage avec Alexandre Berthier (1836-1911), 3e prince de Wagram[9]. Celle-ci fit également l'acquisition, en 1893, d'une parcelle appartenant à la Société de l'Hippodrome de Paris qui lui permit d'aménager un jardin. La même année, elle acquit de la ville de Paris une portion de neuf mètres de l'aqueduc de ceinture qui traversait une partie de la propriété et qui se trouvait abandonnée. Les travaux d'agrandissement, dirigés en 1894 par l'architecte Stéphan Le Bègue, donnèrent à la demeure son aspect définitif.
  - Après la mort de la princesse, l'hôtel resta à son mari, puis à leur fils, Alexandre Berthier (1883-1918), 4e et dernier prince de Wagram, seul propriétaire de l'hôtel en 1911, qui fut tué au combat durant la Première Guerre mondiale. « À une époque où beaucoup de collectionneurs, même lorsqu'ils manifestaient un véritable sens de la beauté devant les œuvres des vieux maîtres, manquaient si souvent de flair et de goût devant la peinture moderne, le Prince, sans se soucier de ce que certains pouvaient penser de ses achats, avait réuni un ensemble magnifique de toiles. Il possédait, de Renoir, des pièces exceptionnelles, comme le fameux Marchand de Vin, La Source, La Place Pigalle, Les Filles de Catulle Mendès, La Grenouillère, et aussi des Puvis de Chavannes, des Monet, des Van Gogh, des Sisley. Il avait acheté cette nature morte de Cézanne, qui appartint à Gauguin, et dont Huysmans s'était si cruellement moqué, la décrivant comme des “fruits de guingois dans des poteries saoules[10]”. »
  - L'hôtel fut loué pendant quelque temps à la délégation de Pologne qui participa aux négociations du traité de Versailles après la Première Guerre mondiale. En 1920, le royaume d'Espagne s'en porta acquéreur pour y installer son ambassade, jusque-là établie boulevard de Courcelles. Le duc de Pomar avait souhaité léguer à l'État espagnol son hôtel parisien afin qu'il pût disposer d'une ambassade jugée digne de lui, mais divers rapports sur cet édifice mirent en évidence son état de délabrement si bien que le gouvernement espagnol préféra décliner le legs et utiliser le crédit ouvert pour les travaux à l'acquisition d'un autre immeuble. Le 6 novembre 1920, sur la proposition de l'ambassadeur de l'époque, José Maria Wenceslao Quinones de Leon, il se porta donc acquéreur de l'hôtel de Wagram pour la somme de 5 000 050 francs[11]. Le bâtiment fut trouvé en assez mauvais état et nécessita d'importants travaux d'aménagement et de modernisation qui donnèrent lieu à une polémique politique au Parlement espagnol lors de la discussion du budget de 1922. Le roi Alphonse XIII visita l'immeuble lors de son voyage à Paris en 1921 et les travaux de restauration commencèrent sous la direction de l'architecte Walter-André Destailleur[12]. L'ambassade put s'y installer définitivement le 22 juin 1923. Elle a depuis déménagé non loin, 22 avenue Marceau, dans un bâtiment contemporain, celui de l'avenue George-V accueillant ensuite pour sa part la chancellerie de l'ambassade puis l'office économique et commercial.

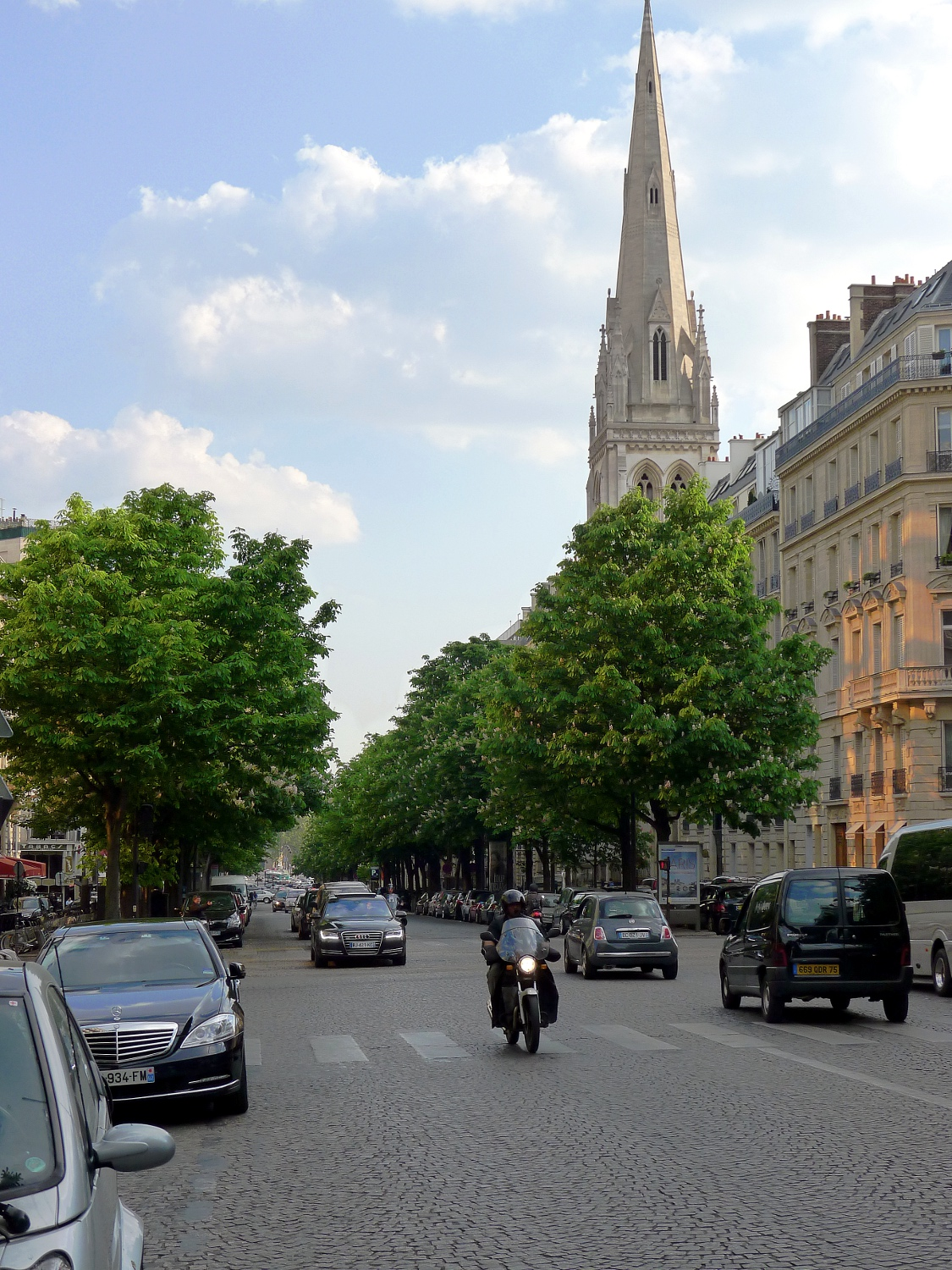
L'avenue George-V avec en arrière-plan la cathédrale américaine de Paris.

- No 19 : siège de la marque française d’automobiles de Grand tourisme Facel Vega de 1954 à 1964.
- No 23 : église épiscopale américaine de la Sainte-Trinité (cathédrale américaine de Paris). Construite en 1881-1884 par l'architecte britannique George Edmund Street dans le style néo-gothique[13]. Le clocher a été construit en 1907.
- No 31 : hôtel George-V. Créé en 1928 par André Terrail, restaurateur propriétaire du restaurant La Tour d'Argent, en face de son hôtel particulier.
- No 33 : hôtel Prince de Galles.
- No 36 : « Au 36, résidait en 1900 un […] prince […] de la maison royale de Serbie, Alexis Karageorgévitch. Il épousa Miss Abigaïl Pankhurst, de Cleveland, dans l'Ohio — et qui troqua un prénom un peu trop judaïque pour devenir Daria Karageorgévitch. Je fus souvent son hôte… et sa victime, car elle avait la passion de la harpe, en jouait certes agréablement, mais se laissait aller volontiers à transformer chacune de ses réceptions en récital. Elle m'accueillit souvent dans sa villa de Cannes, La Fiorentina, où elle élevait des paons blancs et cultivait toutes les variétés de camélias et, si je fais abstraction du quotidien concert de harpe, je puis dire que ces séjours m'ont laissé un souvenir ravi[14]. » Daria Pankhurst (1859-1938) était divorcée de son premier mari, J. Huger Pratt. Elle se remaria le 11 juin 1913 à Paris avec le prince Alexis Karageorgévitch (1859-1920), chef de la branche aînée de la maison des Karađorđević.
- No 43 : « La comtesse Abraham de Camondo, qui habitait au 43 de l'avenue de l'Alma, dans un intérieur empli de meubles de la Renaissance italienne et de nos XVIIe et XVIIIe siècles, possédait […] aussi des Degas et des Manet[15]. » Regina Baruch (1822-1905) était la veuve du comte Abraham Behor de Camondo (1829-1889), banquier, de la famille Camondo, originaire de Constantinople.
- No 46 : hôtel Fouquet's Barrière.
- Nos 53-55, entre le croisement avec la rue Vernet et celui avec l'avenue des Champs-Élysées : façade latérale d'un complexe immobilier inauguré en 1931, dont l'entrée principale est le 101 avenue des Champs-Élysées. Une restructuration dans les années 1990 conduit à la destruction d'un bâtiment haussmannien à l'angle de la rue Vernet et de l'avenue George-V et la construction d'un nouvel édifice s'intégrant au reste de l'îlot de 1931. Depuis 2005, magasin amiral de Louis Vuitton[16].

### Bâtiments détruits
- No 17 : hôtel du marquis de Moustier, construit par l'architecte Louis Parent.
- No 20 (angle de la rue du Boccador) : Hôtel de M. A. R. Pick, propriété du comte de Beaumont (en 1910)[6],[17].
- No 22 : hôtel, propriété de M. Laurent (en 1910)[6].
- No 28 bis : chapelle des catéchismes de Saint-Pierre-de-Chaillot (en 1910)[6].
- No 29 : jardins de l'hôtel de Kerjégu (voir le 38, rue Quentin-Bauchart).
- No 33 : hôtel du comte B. de Blacas (en 1910)[6].
- No 38 : hôtel du baron Roger, construit en 1898-1905 par Walter-André Destailleur (voir également le 53, rue François-Ier)[6].
- No 40 : hôtel Lebaudy (voir le 55, rue François-Ier) (en 1910)[6].
- No 44 : hôtel de Mme A. Darblay (voir le 1, rue Vernet) (en 1910)[6].
- No 46 : hôtel de la comtesse de Gramont d'Aster (en 1910)[6], devenu par la suite le siège parisien des champagnes Pommery & Greno.

### Habitants célèbres
- Lucien Muhlfeld (1870-1902), romancier et critique littéraire (no 7)[15].
- Le comte Albert de Mun (1841-1914), homme politique, de l'Académie française (no 5, en 1910)[6],[15].
- L'agent de change Louis Roland-Gosselin (1826-1907), décédé au no 47[18].